# Elmar Lohk
Elmar Lohk, né le 15 juin 1901 à Vladivostok (Russie) et mort le 11 février 1963 à Göteborg (Suède), est un architecte estonien. Beaucoup de ses bâtiments à Tallinn (Estonie) sont maintenant considérés comme d'excellents exemples de l'architecture des années 1930, par exemple, l'éminent Scandic Hotel Palace sur la place de la Liberté. Sa création peut être catégorisée comme fonctionnalisme avec une certaine influence de l'école de Chicago et de l'art traditionnel.

## Biographie et carrière
Elmar Lohk est allé à l'école à Vladivostok et a travaillé à Shanghai. Il a ensuite étudié l'architecture à l'Université de technologie de Darmstadt de 1921 à 1925 et a commencé à travailler à Tallinn en 1926.
Dans les années 1930, il a conçu plusieurs bâtiments importants et visuellement impressionnants à Tallinn : « EEKS-house » 10 Vabaduse square (1937), Palace hotel (1937), National Health Service Building à Tõnismäe (1939) et le Kopli Community Center (1937). Le meilleur exemple de ce type d'architecture représentative est le stand de révision(?) au stade de Kadriorg (1937 avec August Komendant, un ingénieur qui deviendra plus tard un constructeur pour Louis Kahn). En plus de bâtiments plus grands, Elmar Lohk a conçu un certain nombre de villas remarquables : 24 rue Kase, 4/6 rue Maasika, 6 rue Lahe. Parmi ses bâtiments connus figurent le club « Kalev » de l'avenue Kaarli (1932), les maisons d'habitation des 12 et 14 de la rue Raua et la chapelle de la paroisse de Pühavaimu dans le cimetière de Rahumäe (1932).
Lohk a remporté plusieurs prix d'architecture lors de concours internationaux : le casino des officiers de Kaunas, l'hôtel de ville de Tallinn et le musée d'art de Tallinn.
En 1940, pendant l'occupation soviétique, l'épouse de Lohk, Ilse, et ses parents furent déportés en Sibérie ; il dut lui-même chercher refuge à l'étranger. En 1943, Lohk a travaillé en Finlande au bureau d'Alvar Aalto. En 1944 il a déménagé en Suède. En 1944, Elmar Lohk remporte le premier prix du concours du projet hospitalier Sahlgrenska à Göteborg. Il a participé aux travaux du projet de l'hôpital jusqu'à son achèvement en 1959. Elmar Lohk est décédé en 1963.

## Galerie

Scandic Hotel Palace à Tallinn, construit en 1936.
Le Scandic Hotel Palace sous un angle différent.
Un immeuble de bureaux sur la place Vabaduse à Tallinn, à partir de 1936.
Regardez de plus près la façade influencée par Chicago.